# VW Водолея
VW Водолея (лат. VW Aquarii) — одиночная переменная звезда в созвездии Водолея на расстоянии (вычисленном из значения параллакса) приблизительно 11132 световых лет (около 3413 парсеков) от Солнца. Видимая звёздная величина звезды — от более +14,5m до +10,8m.

## Характеристики
VW Водолея — красная пульсирующая переменная звезда, мирида (M) спектрального класса Me. Эффективная температура — около 3326 К.